# Ich – Einfach unverbesserlich 3
Ich – Einfach unverbesserlich 3 (Originaltitel: Despicable Me 3) ist eine US-amerikanische computeranimierte Filmkomödie aus dem Jahr 2017, die von Chris Meledandri produziert wurde. Der Film ist die Fortsetzung von Ich – Einfach unverbesserlich (2010) und Ich – Einfach unverbesserlich 2 (2013). Er wurde von Illumination Entertainment und Universal Pictures produziert. Die Regie übernahmen, wie auch beim Spin-off Minions, Pierre Coffin und Kyle Balda.
Der Film spielte bis dato weltweit über eine Milliarde US-Dollar ein. Auf der Liste der erfolgreichsten Animationsfilme liegt er auf Platz sechs; auf der Liste der erfolgreichsten Filme auf Platz 51 (Stand: 19. April 2025). In Deutschland sahen bisher ca. 4 Millionen Kinobesucher den Film (Stand: September 2017).

## Handlung
Gru und Lucy versuchen Balthazar Bratt – einen ehemaligen, geistig in den 1980ern hängengebliebenen Kinderstar einer damals erfolgreichen Fernsehsendung – daran zu hindern, einen riesigen, rosafarbenen Diamanten zu stehlen. Bratt hasst die Welt und vor allem Hollywood dafür, dass seine Serie Bösewicht Bratt abgesetzt wurde. Daraufhin hat er sich einen finsteren Plan ausgedacht, der ihm am Ende die Weltherrschaft sichern soll, damit er nie wieder von anderen ausgelacht wird. Gru und Lucy wird jedoch, nachdem sie den Diebstahl zwar verhindern, Bratt aber nicht haben festnehmen können, von der neuen Leiterin der AVL (Anti-Verbrecher-Liga) Valerie Da Vinci gekündigt. Da Gru nicht mehr Superschurke sein möchte, verlassen ihn seine Helfer, die Minions, um nach neuen Jobs zu suchen. Im Laufe des Filmes landen sie aber durch eine Reihe von Missgeschicken im Gefängnis.
Gru findet sich mit seinem Zwillingsbruder Dru, dessen Existenz seine Mutter verheimlichen wollte, zusammen. Im Gegensatz zu Gru in früheren Zeiten und ihren Vorfahren ist Dru ein miserabler Schurke, dem es aber nicht an Geld mangelt. Nach einem Kennenlerntag kann Gru sein Angebot, mit ihm zusammen einen letzten Coup zu landen, trotz seines Lebenswandels und seiner Fähigkeiten jedoch nicht ausschlagen. Währenddessen gelingt es Bratt, den Diamanten zu stehlen. Lucy hat zudem Probleme mit ihrer Rolle als Mutter.
Gru und Dru beschließen, Bratt den Diamanten wieder zu entwenden. Gru verheimlicht seinem Bruder jedoch, dass er den Diamanten benutzen will, um seinen und Lucys Job bei der AVL zurückzubekommen. Sie schaffen es, in Bratts Versteck einzudringen, und mit Hilfe von Lucy flüchten sie mit dem Diamanten zurück in Drus Anwesen. Als Dru erfährt, dass er von seinem Bruder angelogen und betrogen worden ist, trennen sich beide im Streit.
Währenddessen entführt Bratt als Lucy verkleidet die Kinder und nimmt den Diamanten wieder an sich. Als Gru von der Entführung der Kinder erfährt, beschließen er und Dru, nochmal zusammenzuarbeiten. Bratt versucht, Hollywood mit seinem von dem Diamanten angetriebenen Roboter zu zerstören und mit Hilfe seines aufblasbaren Kaugummis in den Weltraum zu befördern. Lucy gelingt es, die Mädchen zu retten, während Dru den Roboter deaktivieren kann. Als Bratt aus seinem Roboter auftaucht, wird er von Gru zu einem „Tanzduell“ herausgefordert. Gru kann schließlich Bratts Keytar entwenden und ihn damit besiegen. Die Minions, die inzwischen aus dem Gefängnis ausgebrochen sind, finden wieder mit Gru zusammen. Auch verträgt sich dieser wieder mit seinem Bruder. Zudem werden Gru und Lucy wieder bei der AVL angestellt.
Die wiedervereinte Familie kehrt in Grus Haus zurück. Dru wohnt nun bei Gru und geht, um die Familientradition aufrechtzuerhalten, zusammen mit den Minions eines Nachts wieder auf schurkische Mission.

## Synchronisation
Die deutsche Synchronisation des Films übernahm wie auch bei den vorangegangenen Teilen die Berliner Synchron. Dialogbuch und Dialogregie stammen von Frank Schaff.
| Rolle            | Originalsprecher | Deutsche Synchronisation   |
| ---------------- | ---------------- | -------------------------- |
| Gru / Dru        | Steve Carell     | Oliver Rohrbeck            |
| Lucy Wilde       | Kristen Wiig     | Martina Hill               |
| Margo            | Miranda Cosgrove | Marie Christin Morgenstern |
| Edith            | Dana Gaier       | Zalina Sanchez             |
| Agnes            | Nev Scharell     | Hannah Kunze               |
| Silas Ramspopo   | Steve Coogan     | Thomas Danneberg           |
| Balthazar Bratt  | Trey Parker      | Joko Winterscheidt         |
| Clive            | Andy Nyman       | Julien Bam                 |
| Grus Mutter      | Julie Andrews    | Kerstin Sanders-Dornseif   |
| Fritz der Butler | Steve Coogan     | Marco Rima                 |

## Soundtrack
Alle Titel des Soundtracks wurden wie bereits bei den beiden ersten Teilen von Heitor Pereira und Pharrell Williams komponiert. Zudem sind einige bekannte Songs weiterer Künstler enthalten.
| #  | Interpret                         | Titel                       | Länge |
| -- | --------------------------------- | --------------------------- | ----- |
| 1  | Pharrell Williams                 | Yellow Light                | 3:37  |
| 2  | Pharrell Williams und Trey Parker | Hug Me                      | 2:20  |
| 3  | Michael Jackson                   | Bad                         | 4:07  |
| 4  | a-ha                              | Take On Me                  | 3:46  |
| 5  | The Minions                       | Papa Mama Loca Pipa         | 1:29  |
| 6  | Pharrell Williams                 | There’s Something Special   | 3:44  |
| 7  | The Minions                       | Tiki Tiki Babeloo           | 1:13  |
| 8  | Pharrell Williams                 | Freedom                     | 2:43  |
| 9  | Pharrell Williams                 | Doowit                      | 4:02  |
| 10 | Nena                              | 99 Luftballons              | 3:52  |
| 11 | Madonna                           | Into the Groove             | 4:44  |
| 12 | Pharrell Williams                 | Chuck Berry                 | 3:15  |
| 13 | Pharrell Williams                 | Fun, Fun, Fun               | 3:25  |
| 14 | Pharrell Williams                 | Despicable Me               | 4:15  |
| 15 | Heitor Pereira                    | Despicable Me 3 Score Suite | 4:05  |
| 15 | The Minions                       | Malatikalano Polatina       | 0:37  |

## Produktion
Steve Burke, CEO von NBCUniversal, bestätigte im September 2013, dass ein dritter Film der Despicable-Me-Serie in Entwicklung ist. Cinco Paul und Ken Daurio, die Drehbuchautoren der ersten beiden Filme, werden für den dritten Teil wieder mit dabei sein. Am 13. April 2016 wurde Trey Parker, Miterfinder von South Park, für die Rolle des Superschurken Balthazar Bratt bekanntgegeben.

## Veröffentlichung
Ich – Einfach unverbesserlich 3 feierte am 14. Juni 2017 beim Festival d’Animation Annecy Weltpremiere.
Der Film kam in den Vereinigten Staaten am 30. Juni 2017 in die Kinos, im deutschsprachigen Raum am 6. Juli 2017.
Ein erster Trailer erschien am 14. Dezember 2016, ein zweiter am 14. März 2017 und ein weiterer dritter am 24. Mai 2017. Der Film spielte bei einem Produktionsbudget von 80 Millionen Dollar über eine Milliarde Dollar weltweit ein. Allein in den USA und Kanada nahm er 264 Millionen Dollar ein.

## Auszeichnungen (Auswahl)
- Die Deutsche Film- und Medienbewertung (FBW) verlieh dem Film das Prädikat „besonders wertvoll“[12]